# Agapetes leiocarpa
Agapetes leiocarpa är en ljungväxtart som beskrevs av S.H. Huang. Agapetes leiocarpa ingår i släktet Agapetes och familjen ljungväxter. Inga underarter finns listade i Catalogue of Life.